# Драхенфельс
Дра́хенфельс (нем. Drachenfels, в переводе Скала дракона, Драконова гора) — гора на правом берегу Рейна, на территории Германии, в горном районе Зибенгебирге, между городами Кёнигсвинтер и Бад-Хоннеф.
На начало XX столетия, на Драконовой горе, в Рейнской провинции, были замок и памятник перехода войск 1814 года, зубчатая железная дорога, и трахитовые ломки.

## География
Драхенфельс, высотой в 320 (325) метров над уровнем моря, является горой средней величины в Зибенгебирге, однако благодаря находящимся на её вершине руинам замка Драхенфельс, доминирующему положению в долине Рейна и оживленному вниманию многочисленных туристов, считается среди других гор Зибенгебирге самой известной. Драхенфельс — гора вулканического происхождения. На пути от вершины горы к городу Кёнигсвинтер находится замок Драхенбург, в окрестностях которого ещё со времен Древнего Рима и до середины XIX века добывали строительные материалы (кварц). Замок Драхенфельс был воздвигнут на вершине горы в 1138—1167 годах по указанию кёльнского архиепископа Арнольда, и призван был защищать его владения от нападений с юга.
Гора Драхенфельс является одним из самых северных районов виноградарства и виноделия в Рейнской области.
На гору можно подняться фуникулёром и пешим путём, для детей предусмотрена поездка на осликах (как это практиковалось в Средневековье).

## Легенды
Согласно народным преданиям, в давние времена в пещере горы Драхенфельс обитал дракон, время от времени пожиравший людей и скот в окрестностях горы. Наиболее известны три варианта сказания:
- Зигфрид, герой саг о Нибелунгах, во время пути к городу Вормс у этой горы встретился с драконом Фафниром, сразился с ним и убил чудовище. Об этой битве напоминает построенное к 100-летию Р.Вагнера, в 1913 году, на горе Драхенфельс Нибелунгенхалле и каменная статуя дракона в пещере за ним.
- Согласно другой истории, дракону, обитавшему здесь в пещере, в языческие времена приносили в жертву осуждённых преступников и пленных. Однажды в логово к чудовищу привели молодую девушку-христианку. В ужасе она протянула навстречу приближающемуся дракону маленький крест. При виде священного предмета дракон испустил страшный рёв, выскочил из пещеры и бросился в Рейн. С тех пор чудовища никто не видел.
- По более поздней версии, дракон напал на проплывавший по Рейну корабль, груженный порохом. Одним из любимых развлечений дракона было поджигать огнём проходившие по Рейну мимо его логова в горе Драхенфельс суда. От огненного дыхания зверя порох загорелся и произошёл взрыв, уничтоживший судно с экипажем. Сила взрыва была так сильна, что его слышали даже в Кёльне. Дракона же взрывной волной унесло прочь, и больше он в этих краях не появлялся.

## Галерея

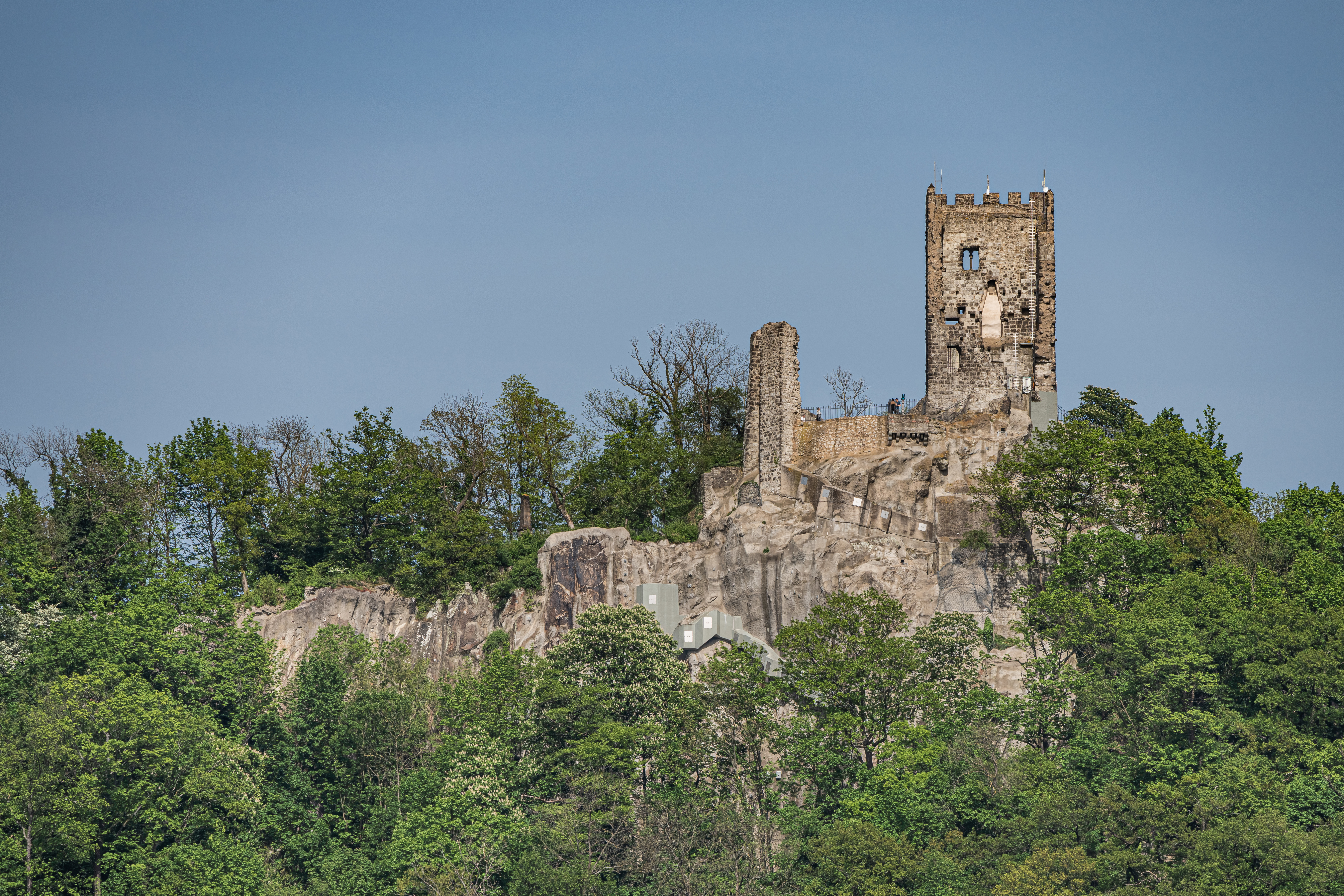
Руины замка Драхенфельс
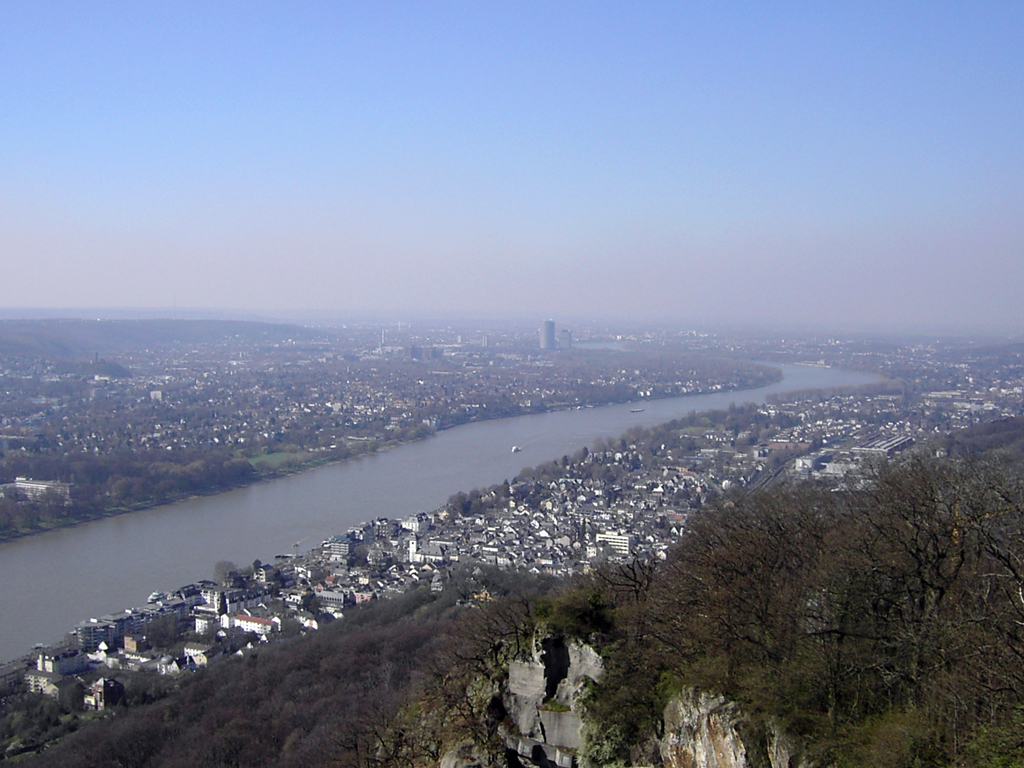
Вид на север (Бонн)
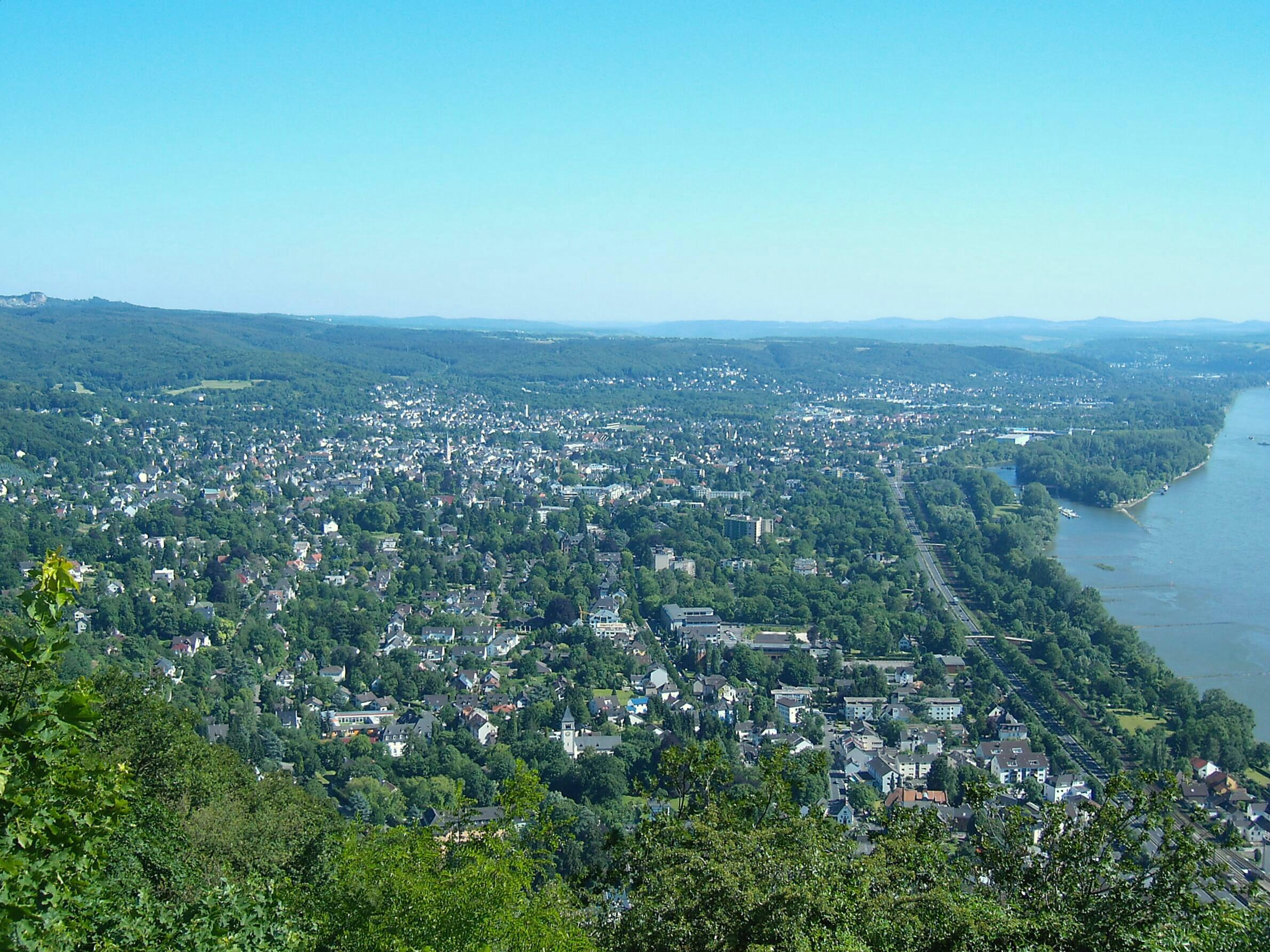
Вид на Бад Хоннеф
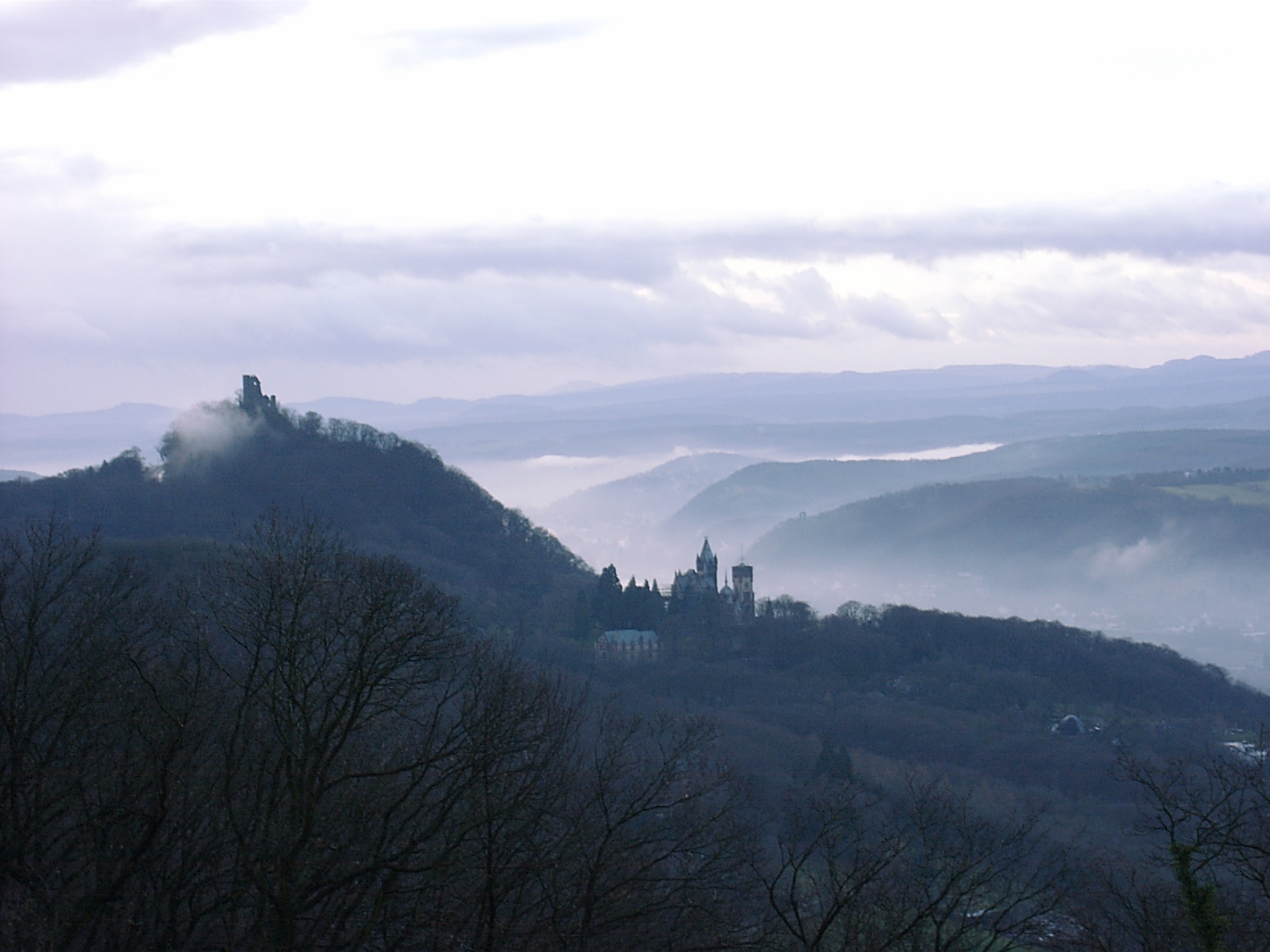
Вид с Петерсберга на рассвете, слева Драхенфельс
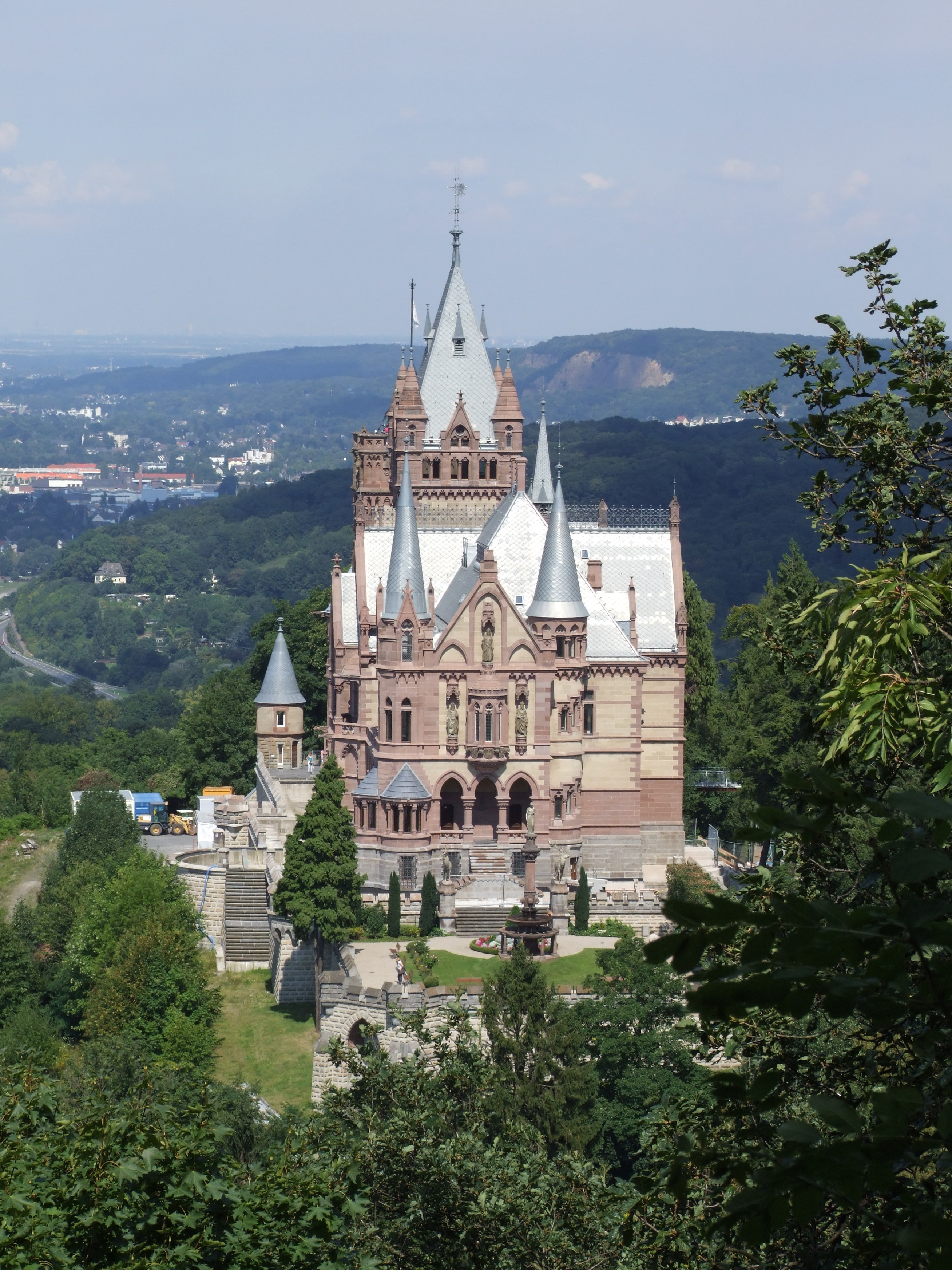
Замок Драхенбург